# 백련사 약사유리광여래본원공덕경
백련사 약사유리광여래본원공덕경(白蓮寺 藥師琉璃光如來本願功德經)은 부산광역시 남구 백련사에서 소장하고 있는 불경이다. 2014년 3월 19일 부산광역시의 유형문화재 제138호로 지정되었다.

## 개요
흔히『약사경(藥師經)』으로 불리는 『약사유리광여래본원공덕경』은 동방세계에 유리광국(琉璃光國)이라는 불국토를 건설하고, 12가지 큰 서원(誓願)을 세워 모든 중생의 질병을 치료할 것을 서원함으로써, 중생들의 질병을 치유하고 모든 재난을 제거하며 수명을 연장하는 약사여래의 공덕을 설파하고 있는 경전이다.
백련사 소장 『약사유리광여래본원공덕경』은 당나라 현장이 번역한 것으로, 고려 초조본 대장경판으로 간행된 것으로 모두 16장이 연결되어 있다. 그리고 4장 7행의 13번째 글자 '경(竟)'자와 12장 22행의 12번째 글자 '경(敬)'자의 마지막 획이 탈락되어 있는데, 이는 중국 송나라 태조의 조부의 휘(諱)를 피한 결획(缺劃)이다. 표죽(褾竹)이나 뒤에 축을 달아 권자본 형식으로 장정을 갖추지 않은 것으로 보아 불상의 복장용으로 인출된 것으로 보인다.

## 같이 보기
- 백련사